# لز مارس
لز مارس (به فرانسوی: Les Mars) یک کامین در فرانسه است که در کروز واقع شده‌است.

## خصوصیات
لز مارس ۱۲٫۹۰ کیلومترمربع مساحت و ۲۰۷ نفر جمعیت دارد و ۵۹۳ متر بالاتر از سطح دریا واقع شده‌است.